# Красиков, Борис Яковлевич
Красиков Борис Яковлевич (1908—1978) — военный инженер-механик, участник Великой Отечественной войны, начальник Военно-морского инженерного училища им. Ф. Э. Дзержинского, инженер-контр-адмирал.

## Биография
Борис Яковлевич Красиков родился 21 марта 1908 года в посёлке Кривозерского лесозавода, близ города Юрьевец, Юрьевецкого уезда (ныне Ивановская область).
В РККФ с 1 октября 1926 года.
В 1931 году окончил паросиловой факультет Военно-морского инженерного училища им. т. Дзержинского.
С апреля 1931 по ноябрь 1934 года — командир машинной группы, трюмной группы крейсера «Профинтерн», затем до февраля 1936 года — командир электромеханической боевой части эсминца «Фрунзе», с февраля 1936 по март 1937 года — дивизионный механик штаба дивизиона эсминцев Черноморского флота.
С марта 1937 по январь 1939 года — флагманский механик штаба бригады эсминцев, а затем до декабря 1943 года — флагманский инженер-механик штаба Черноморского флота.
С декабря 1943 года — заместитель начальника 9-го, с ноября 1944 года 7-го, с апреля 1946 года 10-го отделов Управления боевой подготовки ВМС.
В апреле 1947 года назначен заместителем главного инженера-механика Военно-морского флота СССР, одновременно инспектор, а с сентября 1948 года — старший инспектор флота.
С марта 1948 по апрель 1953 года — начальник Высшего военно-морского инженерного ордена Ленина училища им. Ф. Э. Дзержинского. В этот период под руководством Б. Я. Красикова в училище была проделана значительная работа по перестройке помещений, созданию новых учебных кабинетов и лабораторий, улучшению бытовых условий курсантов.
11 мая 1949 года Красикову было присвоено звание инженер-контр-адмирал.
В апреле 1953 года назначен флагманским инженер-механиком 8-го флота ВМФ. С мая 1955 по октябрь 1956 года — член 1-й секции (оргплановой информации) по информации Морского Научно-технического комитета ВМФ.
В октябре 1955 года возглавил Вычислительный центр ВМФ № 2 (ныне Научно-исследовательский институт (оперативно-стратегических исследований строительства ВМФ) ВУНЦ ВМФ «Военно-морская академия»), в котором проработал до 1958 года.
С марта 1958 года — в распоряжении Главнокомандующего ВМФ, до ноября 1958 находился на длительном излечении. С ноября 1958 — в запасе по болезни.
Находясь на пенсии, наряду с большими общественными обязанностями (был председателем Совета ветеранов инженеров-механиков флота), занимался работой по обобщению опыта боевой деятельности инженеров-механиков Черноморского флота в годы Великой Отечественной войны. В 1976 году в Ленинграде была издана его двухтомная монография «Опыт борьбы за живучесть кораблей и судов Краснознамённого Черноморского флота в Великой Отечественной войне 1941—1945 гг.».
Умер 16 сентября 1978 года. Похоронен на Большеохтинском кладбище в Ленинграде.

## Награды
- Орден Ленина
- Три ордена Красного Знамени
- Два ордена Красной Звезды
- Медали[3]